# 地域安全マップ

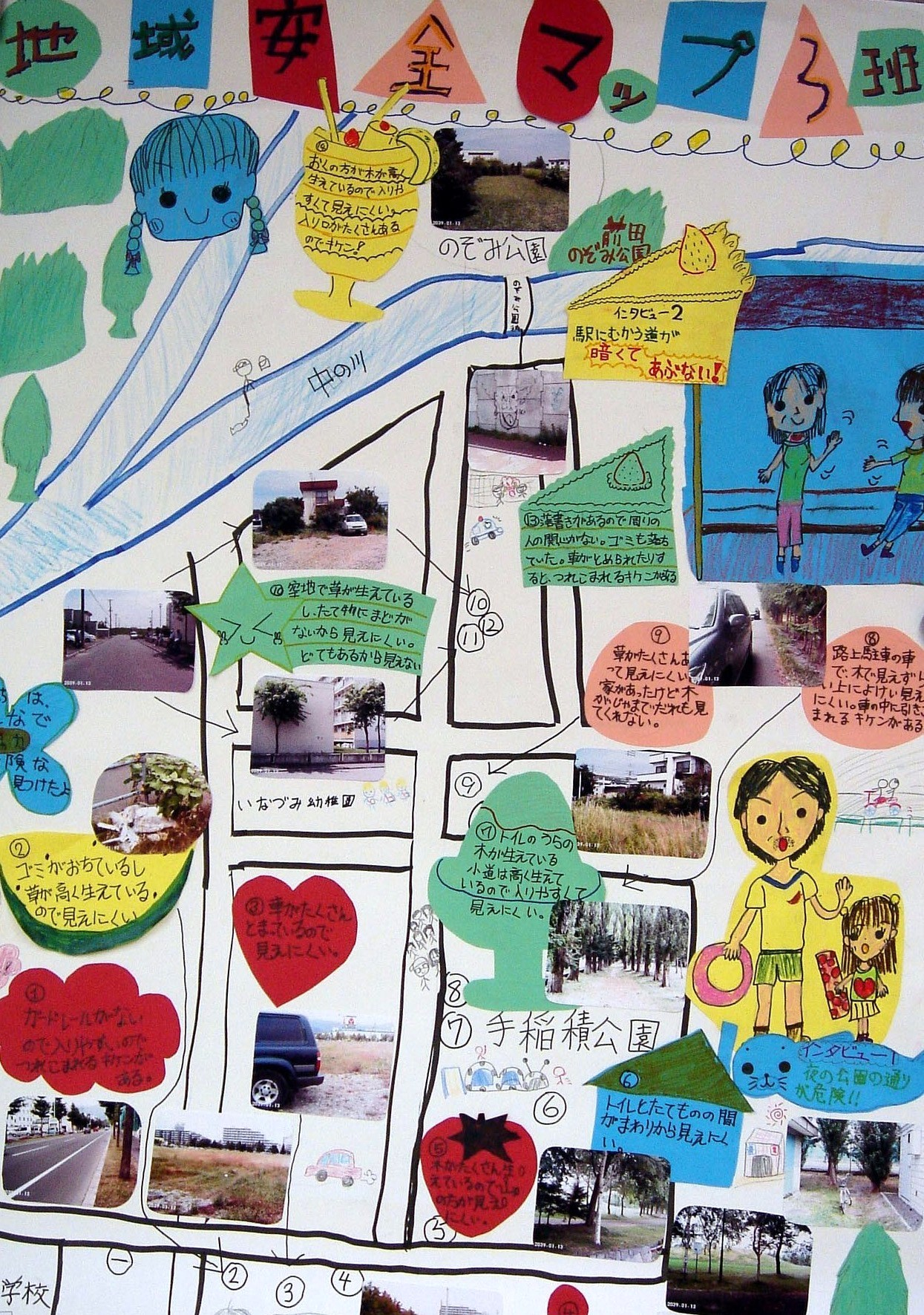
地域安全マップ

地域安全マップ（ちいきあんぜんマップ、英: Community Safety Map）とは、犯罪が起こりやすい場所を、風景写真を使って解説した地図である。 
具体的に言えば、（だれもが／犯人も）「入りやすい場所」と（だれからも／犯行が）「見えにくい場所」を洗い出したものである。 

## 歴史
2002年に、立正大学助教授（当時）の小宮信夫が、犯罪機会論の教育ツールとして考案した。2005年に、文部科学省の通知『登下校時における幼児児童生徒の安全確保について』で、マップによる防犯教育が採用された。2008年には、内閣総理大臣をトップとする政府の犯罪対策閣僚会議の『犯罪に強い社会の実現のための行動計画』でも、地域安全マップが採用された。 

## 手法
まず、「入りやすい」と「見えにくい」という2つのキーワードを「ものさし」にして街歩きを行う。公園の例で言えば、フェンスのない公園は「入りやすい場所」、周囲に家の窓が見えない公園は「見えにくい場所」という感じにまとめる。人混みやゴミや落書きが放置されている場所は、心理的に「見えにくい場所」である。詳しくは、動画「小宮先生の防犯教室　あぶないとこって、どんなとこ？」を参照。
このフィールドワークの調査結果に基づいて、手作りの地図を作製する。地域安全マップは、景色（場所）がはらむ危険性に気づく能力、つまり「景色解読力」を高めることが目的なので、地図には写真が不可欠である。なぜなら、写真は景色を再現したものだから。
景色解読力が高まれば、どこに行っても、犯罪を予測し、危険を回避できるという。要するに、地域安全マップは、能力の向上という「人づくり」であって、地図の作製という「物づくり」ではない。 

## 課題
地域安全マップの普及は進んでいない。地域安全マップと呼ばれているもののほとんどが、間違った作り方をしている。地域安全マップという名前が知れ渡るようになったことが、正しいマップの普及を妨げている原因になっている。 
作り方を間違えたマップの中で最も問題なのが、不審者への注意を呼びかける「不審者マップ」である。不審者という言葉から危険を予測することは不可能に近い。犯罪を企てているかどうかは見た目では判断できないからだ。道徳教育では「人は見かけで判断するな」なのに、防犯教育では「人は見かけで判断しろ」になっている。判別困難な「不審者」を無理やり発見しようとして、知的障害者、ホームレス、外国人を不審者扱いしたこともある。
また、子どもたちは繰り返し「不審者に注意しなさい」と言われると、周囲の大人を不審者ではないかと疑うようになる。その結果、「知らない人」はみんな不審者とみなすようになってくる。不審者マップがたくさん作られるようでは、子どもは大人を怖がり大人から離れていく。さらに、大人も不審者扱いされたくないので子どもから離れていく。 
次に、間違えたマップとしては、犯罪が起きた場所を表示した「犯罪発生マップ」がある。犯罪発生マップと地域安全マップは、機能上は全くの別物である。犯罪発生マップは、二次元の地図を基礎に「鳥の目」から見たものであるが、地域安全マップは、三次元の景色を基礎に「虫の目」から見たものである。子どもも犯罪者も、地図ではなく、景色を見ながら生活している。したがって、安全と危険は、地図の中ではなく、景色の中で区別すべきものである。 
犯罪発生マップを作るため被害に遭った子どもからその場所を聞き出そうとすると、子どものトラウマを深めてしまう。大人の都合から、話したがっていない被害児童に話をさせようとすると、そのトラウマは悪化する。逆に、被害児童が自分から話し出したときに、その告白をしっかり受け止めて共感するとともに、再被害を防ぐ自信を与えて支えになれば、トラウマの回復につながる。正しい地域安全マップづくりにはそのチャンスがある。マップづくりの最中に、被害児童から告白されることがあるからだ。 
間違えたマップの中には、何となく不安な場所を書き出した「非科学的マップ」もある。しかし、これでは効果が期待できない。危険性をキャッチするためには、それを可能にする科学的な判断基準、危険性を測定する「ものさし」が必要である。それが、犯罪機会論の「入りやすい」「見えにくい」というキーワードであり、これによって初めて的確な判断が可能になる。 
マップの中には、大人が作製して子どもに配布するマップもある。そうしたマップづくりは、マップを作製した大人の景色解読力を高めるが、マップを手渡された子どもの景色解読力は高まらない。見ただけで効果が出ると勘違いしているケースなので、これも非科学的マップと言える。 

## 効果
現状では、作り方を間違えたマップがたくさん出回っている。そのため、効果を疑問視する声も、偽物の地域安全マップを根拠にしたものになっている。正しい作り方をした場合の効果は以下のとおりである。 
第1の効果：マップづくりに取り組んだ子どもの危険予測能力（景色解読力）が高まり、その結果、その子が犯罪に巻き込まれる確率が低下する。大阪教育大学附属池田小学校では、マップの授業を、児童への事前と事後の調査によって検証し、危険予測能力の向上という学習効果があったと結論づけている。
2019年度の文部科学省「学校安全総合支援事業」におけるモデル校になった新潟県上越市立里公小学校でも、マップの授業の前と後に、児童を対象に行った知識テストを見ると、児童の危険予測能力が大幅に上昇している。 
第2の効果：マップを作製した子どもが非行に走りにくくなる。マップの授業はグループワークの形式をとる。そのため、子どもたちは、クラスメイトとの相互作用の過程でコミュニケーション能力などの社会的スキルを伸ばすことができる。地図に装飾を施す作業や全員に発言させる発表会も、特定の子どもが排除されることを防ぎ、子ども同士の仲間意識を高める仕掛けである。
またマップの授業は、シティズンシップ（市民性）教育という性格も帯びている。子どもたちは、街探検を通じて地域社会への関心や愛着を高める。住民へのインタビューも、情報収集というのは建前で、本音は子どもと住民との信頼関係の構築にある。要するに、地域安全マップの授業には、子ども同士の絆の強化、さらには住民との絆づくりが期待できる。こうした社会的絆は子どもを非行から遠ざける。 
第3の効果：地域社会における犯罪の発生率を低下させる。マップづくりによって、犯罪機会論の考え方が広まれば、海外で効果が実証されているホットスポット・パトロールなど、地域を基盤とした防犯活動が、理論的な指針を得て、無理なく無駄なく展開されるようになる。その意味で、地域安全マップづくりは、コミュニティ・エンパワーメントの手法である。
総務省の『地域づくりキーワードBOOK　地域コミュニティ再生』には、小学校でのマップの授業の後に、街頭犯罪の発生件数が減少した大阪府八尾市のケースが掲載されている。この報告書によると、市全体で街頭犯罪が前年に比べて7％増加した年度に、市内で唯一マップづくりを実施した竹渕地区では、街頭犯罪が前年に比べて16％減少した。